# Hervey Allen
William Hervey Allen (8 de desembre de 1889, Pittsburgh, Pennsilvània - 28 de desembre de 1949, Coconut Grove, Florida) va ser un novel·lista i biògraf nord-americà.
Es va graduar de la Universitat de Pittsburgh el 1915; allí era membre de la fraternitat Sigma Chi.
Va servir com a tinent en l'Exèrcit dels Estats Units durant la Primera Guerra Mundial, lluitant en l'ofensiva d'Ainé-Marne al juliol-agost de 1918. El 1926 va escriure el llibre Toward the Flame, memòria de les seves experiències en la guerra.
Allen és conegut principalment per la seva novel·la Anthony Adverse. També va planejar una sèrie de novel·les sobre l'època colonial: The Disinherited (traduïble com "els desheretats"). Va completar tres obres de la sèrie: The Forest and the Fort (1943), Bedford Village (1944) i Toward the Morning (1948). Les novel·les expliquen la història de Salathiel Albine, un home de la frontera que havia estat segrestat de nen pels indis shawnee en la dècada de 1750. Aquestes tres obres van ser reunides i publicades sota el títol de City in the Dawn.
El 1926 Allen va escriure el llibre Israfel: The Life and Times of Edgar Allan Poe, biografia de l'escriptor nord-americà Edgar Allan Poe, del que també va editar les seves obres: The Works of Edgar Allan Poe in One Volume (1927). Aquestes obres van servir de base a Julio Cortázar per a la biografia i les notes que van acompanyar a les seves traduccions dels contes i assajos de Poe.
Durant un temps, Allen va ensenyar en la Porter Military Academy de Charleston, Carolina del Sud. També va ensenyar anglès en la Charleston High School que en aquell moment, encara que pública, era només per a nois. Allí va conèixer i va entaular amistat amb DuBose Heyward. Més tard va ser professor a la Vassar University, on va conèixer a la seva esposa, Ann "Annette" Andrews. Van tenir tres fills: Marcia, Mary Ann i Richard.
En la dècada de 1940 va ser co-editor de la Rivers of America Sèries amb Carl Carmer. Allen era un bon amic de Marjory Stoneman Douglas i van promoure el llibre d'ella The Everglades: River of Grass. Allen també coneixia bé al poeta Robert Frost i a Ogden Nash.
Al desembre de 1949, va morir a la seva casa, Hervey Allen Study, a Coconut Grove, Florida, d'un infart de miocardi, mentre que prenia una dutxa; va ser trobat per la seva esposa Annette.

## Obres
- Wampum and Old Gold - Google Books
- Toward the Flame, George H. Doran Company, 1926
- Israfel: The Life and Times of Edgar Allan Poe (1926) reeditat el 1934.
- Anthony Adverse (1933) ISBN 4-87187-890-2
- Action at Aquila, Farrar & Rinehart, (1938)
- The Forest and the Fort (1943)
- Bedford Village (1944)
- Toward the Morning (1948)
- The City in the Dawn (1950)
- Lute and Scimitar, con Achmed Abdullah - Google Books